# Gisela Petschner
Gisela Petschner (* 18. April 1913 in Saaz, Böhmen; † 2007 in Wolfhagen) war eine Malerin und Grafikerin.

## Leben und Werk
Gisela Petschner studierte an der Kunstschule in Dresden. Nach Ende des Zweiten Weltkriegs wurde ihre Familie aus Böhmen vertrieben. Petschner reiste über die Schweiz nach Rom und setzte ihre Kunststudien fort. Kurz darauf erkrankte sie an Kinderlähmung, die einen anderthalbjährigen Aufenthalt in einer neurologischen Klinik notwendig machte. Die Kranken, denen sie hier begegnete, wurden ihre Modelle und bestimmten fortan ihr künstlerisches Werk.
Nach einem zweijährigen Kuraufenthalt in einem Kloster nahe Rom zog sie 1952 nach Wolfhagen. Sie übernahm die Leitung einer Malgruppe im Psychiatrischen Krankenhaus in Bad Emstal‐Merxhausen. Trotz der Behinderung ließ ihre künstlerische Kraft bis ins hohe Alter nicht nach. Zuletzt lebte sie im Altenheim Karlsstraße in Wolfhagen, wo sie 2007 starb.
Ihre Zeichnungen sind heute Teil der Medizingeschichte. Ihr künstlerisches Werk findet sich im Deutschen Medizinhistorischen Museum in Ingolstadt sowie als Teil der Sammlung Prinzhorn im Heidelberger Museum für historische Werke aus psychiatrischen Anstalten.
Das Klingspor-Museum in Offenbach am Main widmete ihr 1967 eine Einzelausstellung unter dem Titel „Gisela Petschner: Zeichnungen“. 1978 erhielt sie den Sudetendeutschen Kulturpreis für Bildende Kunst.